# 클로디아 조던
클로디아 조던(Claudia Jordan, 1973년 4월 12일 ~ )은 미국의 모델, 방송인이다.